# Kill Heel
Kill Heel (en hangul, 킬힐; romanización revisada, Eogein Kilhil) es una serie de televisión surcoreana transmitida del 9 de marzo de 2022 al 21 de abril de 2022 a través de tvN.

## Sinopsis
La serie describe la vida de tres mujeres, quienes compiten entre sí y tienen un fuerte deseo de lograr el éxito y la fama dentro de la industria de las compras desde el hogar como anfitrionas.
Woo-hyun, trabaja como presentadora del programa de compras desde el hogar, su historial como presentadora no es ni bueno ni malo. Sueña con convertirse en la principal presentadora de programas de compras, sin embargo pronto se encuentra experimentando una caída en un pozo sin fondo, lo cual la lleva a cambiar.
Por otro lado, Ki Mo-ran, es la vicepresidenta de UNI Home Shopping. Comenzó su carrera como empleada regular y se abrió camino hasta llegar a su puesto ejecutivo. Su historia de éxito es legendaria para otras personas.
Finalmente, Bae Ok-sun, es una de las principales anfitrionas de UNI Home Shopping. A pesar de provenir de una familia de clase alta, es una persona generosa, quien es respetada por los empleados de su empresa, sin embargo en verdad oculta lo que realmente piensa.

## Reparto

### Personajes principales
- Kim Ha-neul como Woo-hyun, es la presentadora de un desfile de modas en UNI Home Shopping.[6]
- Kim Sung-ryung como Bae Ok-sun, es la presentadora de cartel de UNI Home Shopping.[7][8]
  - Min Su-hwa como Ok-sun de joven.
- Lee Hye-young como Ki Mo-ran, es la vicepresidente de compras desde el hogar. Es una mujer quien aunque tiene carisma, no se permite errores y no demuestra lo que piensa.[9][10]
  - Kim Min-ju como Mo-ran de joven.

### Personajes secundarios

#### Familiares de Woo-hyun
- Kim Jin-woo como Kim Do-il, el esposo de Woo-hyun.[11]
- Jung Seo-yeon como Kim Ji-yoon, la hija de Woo-hyun y Do-il.
- Jeon Gook-hyang como la madre de Kim Do-il.

#### Familiares de Ok-sun
- Jeon No-min como Choi In-guk, es el esposo de Bae Ok-sun e hijo de una prominente familia de políticos. Actualmente se encuentra en proceso de campaña para las elecciones parlamentarias.[12]
  - Shin Won-ho como In-guk de joven.
- Yoon Hyun-soo como Choi Jeong-hyeon, es el único hijo de Bae Ok-sun.[13]
- Lee Chang-jik como el padre de Choi In-guk.
- Hong Yoon-hee como la madre de Choi In-guk.

#### Miembros de UNI Home Shopping
- Kim Jae-chul como Kim Hyun-wook, es el hijo mayor del Grupo UNI y presidente de UNI Home Shopping, tiene una personalidad educada y cortés.[14]
- Jung Eui-jae como Seo Jun-beom, es un subgerente general con 6 años de antigüedad en la empresa.[15][16]
- Moon Ji-in como Noh Seong-woo, es una nueva directora de producción de compras a domicilio.[17]
- Park So-eun como Im In-jin, es la directora de producción de las compras a domicilio.
- Kim Hyo-sun como Ahn An-na, es miembro de la planificación de productos del equipo de moda de UNI Home Shopping. Una persona popular y egocéntrica cuando se trata de poseer lo que quiere.[18]
- Kim Do-yeon como Kim Soo-wan, es la jefa de una peluquería y maquillaje en el vestidor de compras en casa.
- Shim Wan-joon como Park Jong-soo, es el líder del equipo de una empresa de compras desde el hogar.[19]
- Go Eun-yi como Oh Na-kyung,  es una presentadora.
- Jo Si-nae como Eun-hee.
- Shin Joo-ah como Go Eun-nara, una presentadora de un programa de compras desde el hogar de UNI.
- Yoo Jang-young como Shim Sang-chan, un anfitrión de compras con 2-3 años de experiencia, es una persona inteligente que transmite casi todos los productos en las compras desde el hogar.
- Park Hee-jin como Noh Da-bi, una presentadora.
- Dong Ji-hyun como Kwak So-kyung, una presentadora (Ep. 6-7)
- Yoon Ju-hee como una miembro del staff.
- Kim Sung-il como un estilista (Ep. 1)
- Jang Ga-hyun como Jang Su-mi (Ep. 1)
- Kang Ji-sub como Yang Pil-won, un diseñador (Ep. 3, 6)
- Ahn Jong-jin como el asistente de Lee Hyun-wook (Ep. 11-12)

#### Familiares de Hyun-wook
- Han Soo-yeon como Ham Shin-ae, la esposa de Hyun-wook e hija de una famosa familia chaebol.[20]
- Jung Ah-mi como la madre de Ham Shin-ae (Ep. 11)

### Otros personajes
- Kim Da-hee coo Han Hae-soo.
- Kim Hyun-wook como James Miller.
- Lee Jung-bin como Kim.
- Lee Hye-eun como Yoo Hye-rim, una miembro de "Gaon Home Shopping" (Ep. 1, 5)
- Oh Ji-hye como la dueña del orfanato (Ep. 1, 5)
- Lee Gyu-young como un presentador (Ep. 5)
- Kim Jin-goo como el señor Kim, un CEO (Ep. 6)
- Hwang Ji-yeon como una empleada de la guardería (Ep. 7-8)
- Lee Hye-ra como Lee Hye-ra, una doctora (Ep. 8-9)
- Seo Min-joo como Moon Di-di (Ep. 8-9)
- Lee Yong-nyeo como la madre de Young-jin (Ep. 10)
- Lee Ji-young como el abogado Oh (Ep. 12)
- Yoo Yong como el abogado de Bae Ok-sun (Ep. 12)
- Jung Won-Kwan como un repartidor (Ep. 12)

## Episodios
Originalmente la serie estaba programada para estrenarse a través de la tvN el 23 de febrero de 2022, sin embargo el 18 de febrero de 2022, la tvN anunció que había retrasado por dos semanas el estreno de la serie, después de que una persona del set del drama diera positivo por COVID-19, esto con el objetivo de crear un entorno de producción seguro, por lo que la serie sería estrenada el 9 de marzo del mismo año a las 10:30 p. m. KST.
La serie está conformada por catorce episodios, los cuales fueron transmitidos todos los miércoles y jueves a las 22:30 (KST).

## Índice de audiencia
| Episodio | Fecha de emisión    | Participación promedio de audiencia (Nielsen Korea) | Participación promedio de audiencia (Nielsen Korea) |
| Episodio | Fecha de emisión    | Nacional                                            | Seúl                                                |
| -------- | ------------------- | --------------------------------------------------- | --------------------------------------------------- |
| 1        | 9 de marzo de 2022  | 4.375 % (1.ª)                                       | 4.604 % (1.ª)                                       |
| 2        | 10 de marzo de 2022 | 3.997 % (2.ª)                                       | 3.739 % (2.ª)                                       |
| 3        | 16 de marzo de 2022 | 3.158 % (2.ª)                                       | 3.254 % (2.ª)                                       |
| 4        | 17 de marzo de 2022 | 3.499 % (2.ª)                                       | 3.636 % (2.ª)                                       |
| 5        | 23 de marzo de 2022 | 2.251 % (2.ª)                                       | 2.158 % (3.ª)                                       |
| 6        | 24 de marzo de 2022 | 3.636 % (2.ª)                                       | 4.100 % (2.ª)                                       |
| 7        | 30 de marzo de 2022 | 2.304 % (2.ª)                                       | 2.271 % (2.ª)                                       |
| 8        | 31 de marzo de 2022 | 2.629 % (2.ª)                                       | 2.469 % (2.ª)                                       |
| 9        | 6 de abril de 2022  | 3.210 % (2.ª)                                       | 3.160 % (2.ª)                                       |
| 10       | 7 de abril de 2022  | 3.670 % (2.ª)                                       | 3.819 % (2.ª)                                       |
| 11       | 13 de abril de 2022 | 3.354 % (2.ª)                                       | 3.073 % (2.ª)                                       |
| 12       | 14 de abril de 2022 | 3.823 % (2.ª)                                       | 3.981 % (2.ª)                                       |
| 13       | 20 de abril de 2022 | [ 37 ]                                              |                                                     |
| 14       | 21 de abril de 2022 | [ 40 ]                                              |                                                     |
| Promedio | Promedio            | %                                                   | %                                                   |

## Banda sonora
El OST de la serie está conformado por las siguientes canciones:

### Parte 1
| No. | Intérprete   | Canción              | Letra                         | Música   | Duración |
| --- | ------------ | -------------------- | ----------------------------- | -------- | -------- |
| 1   | Lee Da-young | "That Night"         | Jung Bom, Seol Gi-tae y Anais | TOP SNOW | 3:27     |
| 2   |              | "That Night" (Inst.) | -                             | TOP SNOW | 3:27     |

### Parte 2
| No. | Intérprete                       | Canción          | Letra                                                                                             | Música                                                           | Duración |
| --- | -------------------------------- | ---------------- | ------------------------------------------------------------------------------------------------- | ---------------------------------------------------------------- | -------- |
| 1   | Elaine (Ndivhuwo Elaine Mukheli) | "George"         | Scarbrow Joshua James Henry, Anaisoluwatoyin Estelle Marinho, y Scheller Oscar Benjamin Alexander | Scarbrow Joshua James Henry y Anais Oluwatoyinestelle Marerincar | 3:10     |
| 2   |                                  | "George" (Inst.) | -                                                                                                 | Scarbrow Joshua James Henry y Anais Oluwatoyinestelle Marerincar | 3:10     |

### Parte 3
| No. | Intérprete | Canción           | Letra                          | Música | Duración |
| --- | ---------- | ----------------- | ------------------------------ | ------ | -------- |
| 1   | Hajin      | "DEVILLL"         | SNNNY, Joy Yang y Choi Byulbit | SNNNY  | 2:47     |
| 2   |            | "DEVILLL" (Inst.) | -                              | -      | 2:47     |

### Parte 4
| No. | Intérprete | Canción               | Letra                             | Música   | Duración |
| --- | ---------- | --------------------- | --------------------------------- | -------- | -------- |
| 1   | Solar      | "Dun Dun Dun"         | Ki-Tae Seol, Hwan-Hee Cho y Anais | TOP SNOW | 3:16     |
| 2   |            | "Dun Dun Dun" (Inst.) | -                                 | -        | 3:16     |

## Producción
El 3 de noviembre de 2021, se informó que la actriz Kim Ha-neul estaba considerando unirse al elenco principal de la serie de televisión.
Originalmente se le ofreció al actor Park Eun-seok el papel de Seo Jun-beom, sin embargo lo rechazó y este luego fue para el actor Jung Eui-jae.
La dirección está en manos de Noh Do-cheol (노도철), mientras que el guion fue realizado por Lee Choo-woo (이춘우) y Sin Kwang-ho (신광호).
El 14 de enero de 2022, se revelaron las fotografías del sitio de la lectura del guion. Mientras que la conferencia de prensa en línea fue realizada el 15 de febrero de 2022.
La serie tiene el apoyo de las compañías de producción Ubi Culture y May Queen Pictures.

### Recepción
El 15 de marzo de 2022, Good Data Corporation compartió su nueva clasificación de los dramas y miembros del elenco que generaron más revuelo durante la semana. Las listas se compilaron a partir del análisis de artículos de noticias, publicaciones de blogs, comunidades en línea, videos y publicaciones en redes sociales sobre los dramas que están actualmente al aire o que saldrán al aire próximamente. La serie obtuvo el puesto número 8 en la lista de dramas, más comentados de la semana. Mientras que la actriz Kim Ha-neul ocupó el puesto número 8 dentro de los diez miembros del elenco más comentados de la semana.
El 22 de marzo de 2022, Good Data Corporation compartió su nueva clasificación de los dramas y miembros del elenco que generaron más revuelo durante la semana. Las listas se compilaron a partir del análisis de artículos de noticias, publicaciones de blogs, comunidades en línea, videos y publicaciones en redes sociales sobre los dramas que están actualmente al aire o que saldrán al aire próximamente. La serie obtuvo el puesto número 8 en la lista de dramas, más comentados de la semana.
El 29 de marzo de 2022, Good Data Corporation compartió su nueva clasificación de los dramas y miembros del elenco que generaron más revuelo durante la semana. Las listas se compilaron a partir del análisis de artículos de noticias, publicaciones de blogs, comunidades en línea, videos y publicaciones en redes sociales sobre los dramas que están actualmente al aire o que saldrán al aire próximamente. La serie obtuvo nuevamente el puesto número 6 en la lista de dramas, más comentados de la semana. Mientras que la actriz Kim Ha-neul ocupó el puesto número 9 dentro de los diez miembros del elenco más comentados de la semana.
El 5 de abril de 2022, Good Data Corporation compartió su nueva clasificación de los dramas y miembros del elenco que generaron más revuelo durante la semana. Las listas se compilaron a partir del análisis de artículos de noticias, publicaciones de blogs, comunidades en línea, videos y publicaciones en redes sociales sobre los dramas que están actualmente al aire o que saldrán al aire próximamente. La serie obtuvo el puesto número 8 en la lista de dramas, más comentados de la semana.
El 12 de abril de 2022, Good Data Corporation compartió su nueva clasificación de los dramas y miembros del elenco que generaron más revuelo durante la semana. Las listas se compilaron a partir del análisis de artículos de noticias, publicaciones de blogs, comunidades en línea, videos y publicaciones en redes sociales sobre los dramas que están actualmente al aire o que saldrán al aire próximamente. La serie obtuvo el puesto número 8 en la lista de dramas, más comentados de la semana. Mientras que la actriz Lee Hye-young ocupó el puesto número 8 dentro de los diez miembros del elenco más comentados de la semana.
El 19 de abril de 2022, Good Data Corporation compartió su nueva clasificación de los dramas y miembros del elenco que generaron más revuelo durante la semana. Las listas se compilaron a partir del análisis de artículos de noticias, publicaciones de blogs, comunidades en línea, videos y publicaciones en redes sociales sobre los dramas que están actualmente al aire o que saldrán al aire próximamente. La serie obtuvo el puesto número 6 en la lista de dramas, más comentados de la semana. Mientras que la actriz Lee Hye-young ocupó nuevamente el puesto número 8 dentro de los diez miembros del elenco más comentados de la semana.
El 26 de abril de 2022, Good Data Corporation compartió su nueva clasificación de los dramas y miembros del elenco que generaron más revuelo durante la semana. Las listas se compilaron a partir del análisis de artículos de noticias, publicaciones de blogs, comunidades en línea, videos y publicaciones en redes sociales sobre los dramas que están actualmente al aire o que saldrán al aire próximamente. La serie obtuvo nuevamente el puesto número 6 en la lista de dramas, más comentados de la semana. Mientras que las actrices Lee Hye-young y Kim Ha-neul ocuparon los puestos 3 y 9 respectivamente, dentro de los diez miembros del elenco más comentados de la semana.